# آرامگاه سید ابوجعفر ثائری ابیض
بقعه سید ابوجعفر ثائری ابیض مربوط به سدهٔ نهم ه‍.ق است و در شهرستان رودسر، چابکسر، روستای میانده واقع شده و این اثر در تاریخ ۴ تیر ۱۳۷۷ با شمارهٔ ثبت ۲۰۵۲ به‌عنوان یکی از آثار ملی ایران به ثبت رسیده است. این بقعه متعلق به ابوالفضل (ابوطالب) جعفربن محمد، الثائر فی اللّه، فرمانروای علوی زیدی هُوسَمْ در نیمه اول قرن چهارم است.